# Willibrord van Os
Willibrord van Os (* 2. Februar 1744 in Hilversum; † 28. Februar 1825 in Amersfoort) war der siebte alt-katholische Erzbischof von Utrecht.

## Leben und Wirken
Als eines von drei Kindern des Henricus Gijsbertus van Os und dessen Frau Catharina geboren, empfing van Os am 25. Januar 1768 die Priesterweihe. Er wirkte in Den Haag, Rotterdam und Amersfoort, bevor er 1808 Generalvikar des Erzbistums Utrecht wurde.
Nach der Ermordung des Erzbischofs Johannes Jacobus van Rhijn am 24. Juni 1808 trat das Utrechter Metropolitankapitel zusammen, um einen Nachfolger zu bestimmen. Louis Bonaparte, der damalige König von Holland, ließ jedoch diese Wahl verbieten, und so blieb der Sitz von Utrecht vakant, bis 1813 das Königreich der Niederlande wiedererrichtet wurde.
Am 10. Februar 1814 wählte das Kapitel van Os zum Erzbischof, und am Ostersonntag, den 24. April 1814, erteilte ihm der Bischof von Deventer, Gisbert de Jong, als letzter noch lebender Bischof der Utrechter Kirche die Bischofsweihe. Van Os, der bei seiner Wahl schon im siebzigsten Lebensjahr stand, stellte 1819 die Zahl von drei Bischöfen durch die Weihe von Johannes Bon zum Bischof von Haarlem wieder her.
Der erneute Versuch eines Ausgleichs mit Rom im November 1823 scheiterte wiederum daran, dass die römische Kurie auf einer Anerkennung der Bulle Unigenitus Dei filius und des „Formulars“ Papst Alexanders VII. bestand. Eine selbstformulierte Erklärung der drei Bischöfe, die alle von Rom verurteilten Punkte aufzählte und verwarf, wurde von dem päpstlichen Nuntius Nazalli als unzureichend zurückgewiesen.